# Friedrich Ludwig Alexander Gensichen
Friedrich Ludwig Alexander Gensichen (17. Februar 1806 in Warschau – 7. November 1840 in Berlin) war ein deutscher Theaterschauspieler, Komiker und Sänger.

## Leben
Gensichen war der Sohn eines Regierungsrates und kam mit vier Jahren nach Berlin. Nach dem Tod seiner Eltern erfüllte er sich seinen Wunsch, Schauspieler zu werden, und ging als Eleve ans Königsstädtische Theater. 1826 wurde er dort fest engagiert. Am 3. Oktober 1840 gab er seine letzte Vorstellung als „Totengräber“ in Leonore und starb kurz darauf.
Der Schauspieler schrieb auch launige Gelegenheitsgedichte und sang selbstgemachte Couplets.

## Familie
Alexander Gensichen war verheiratet mit Auguste Gensichen, geb. Wendt.